# 1123
1123 (MCXXIII) a fost un an obișnuit al calendarului iulian.

## Evenimente
- 18 martie-11 aprilie: Are loc primul conciliu de la Lateran; sunt confirmate prevederile concordatului de la Worms (consacrând desăvârșirea reformei gregoriene) și se solicită celibatul preoților.
- 18 aprilie: Ajuns la Edessa, regele Balduin al II-lea al Ierusalimului este încercuit de trupele emirului de Alep, Balak, și cade prizonier.
- 29 mai: Bătălia de la Yibneh. Trupele cruciate, conduse de conetabilul Eustace Grenier, distrug o armată a fatimizilor; învingătorul moare la puțină vreme.
- 30 mai: În largul Palestinei, flota venețiană (de peste 100 de vase), sosită în sprijinul cruciaților, o distruge pe cea a fatimizilor egipteni care se îndrepta către Ascalon.
- 27 iunie: Emirul Balak revine în triumf la Alep, unde se căsătorește cu fiica lui Ridwan.
- 10 august: Campanie eșuată a normanzilor în Africa de nord; flota normandă este complet distrusă.

### Nedatate
- În conflict cu Lotthar de Supplinburg, ducele de Saxonia, împăratul Henric al V-lea asediază Deventer.
- Încep lupte violente în Japonia între clanurile Taira și Minamoto.
- Se încheie "Pactum Warmundi" între Regatul de Ierusalim și Veneția; în schimbul sprijinului acordat de flota venețiană, patriarhul de Ierusalim, Gormond de Picquigny acordă negustorilor venețieni numeroase privilegii în regat.

## Arte, Știință, Literatură și Filozofie
- Este fondată abația Furness, în Anglia.
- Se întemeiază spitalul St. Bartholomew din Londra.
- Se realizează codul ecleziastic al Islandei, o încercare a clerului de a se desprinde de puterea temporală.

## Înscăunări
- Sutoku, împărat al Japoniei (1123-1142)

## Nașteri
- dată necunoscută: Robert I de Dreux  (d. 1188)

## Decese
- 15 iunie: Eustace Grenier, conetabil cruciat (n. ?)
- 29 august: Eystein Magnusson rege al Norvegiei (n.c. 1088)
- 11 septembrie: Marbode, scriitor breton, episcop de Rennes (n. 1035).
- Silvestru de Kiev, scriitor și cleric rus (n. 1055).
- Wanyan Agouda, conducător al jurchenilor (n. 1068).